# バシリカ

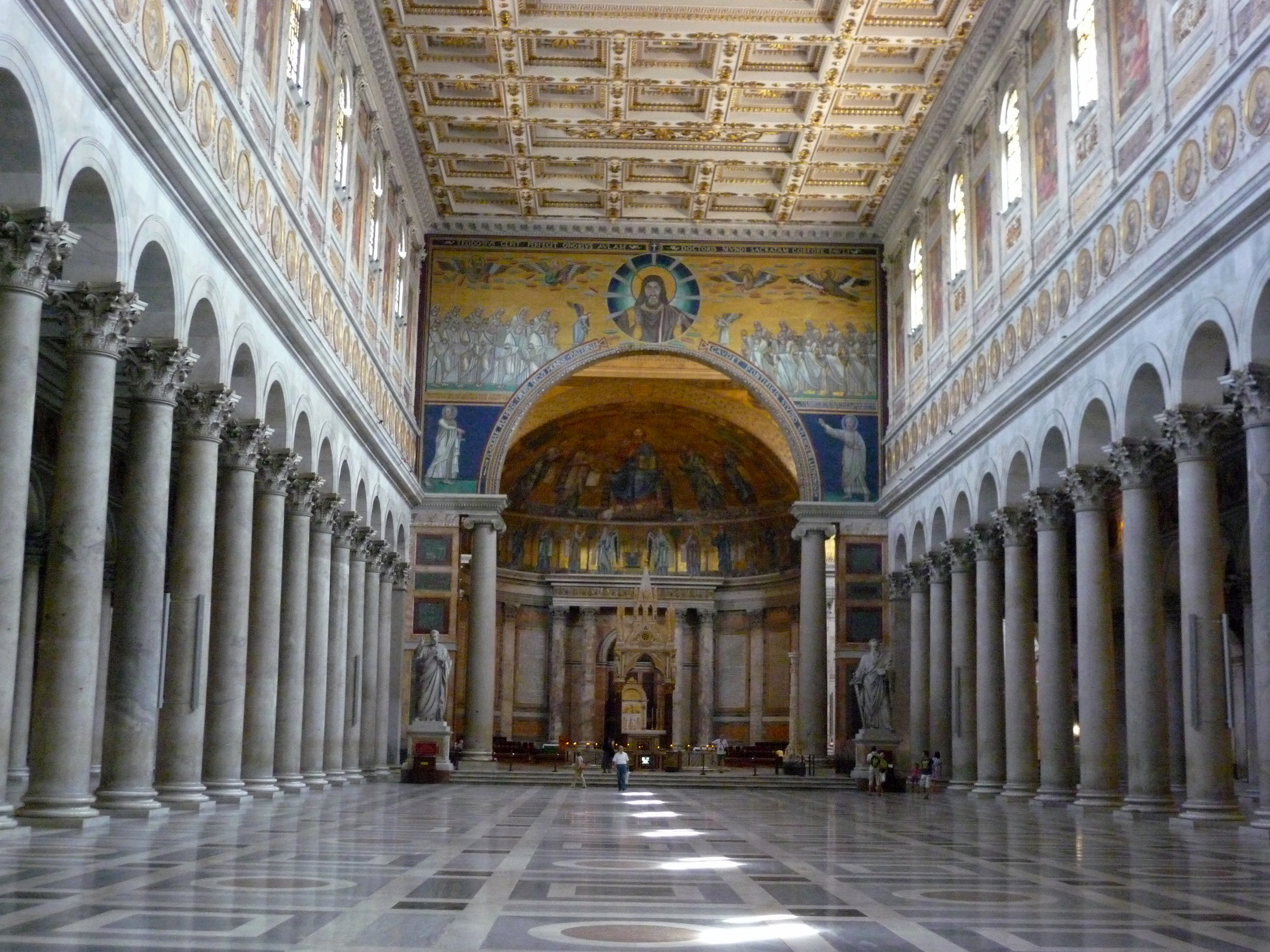
ローマの五大バシリカのひとつ、サン・パオロ・フオーリ・レ・ムーラ大聖堂の内部

バシリカ（ラテン語・英語: basilica）またはバジリカ（イタリア語: basilica）は建物様式の名称のひとつで、3つの意味がある。
まず、古代ローマで古代ギリシャの建築から影響を受けたといわれる公会堂や宮殿、浴場などの建物に使われた建築様式で、長方形の建物で、短い辺の入り口を入ると長い身廊があり、左右の壁側には側廊があり、一番奥は何かの儀式があればそれに使われる。
二番目の意味は、キリスト教がローマ帝国内に広まるにつれて、この建築様式が教会堂に利用されたもので、一番奥はアプス（祭壇）となっていて、その後ロマネスク建築・ゴチック建築にも多々利用されて、その場合は単に大聖堂と呼ばれることが多い。
三番目の意味は ローマ教皇の発行した教皇小書簡により、一般の教会堂より上位にあることを認められた、あるいは特別の役割があることを認められた教会堂のことで、大聖堂が多いが、小聖堂の場合もある。
バシリカ建築様式は「長堂式」ともいう。

## 概説

### 建築形式としてのバシリカ

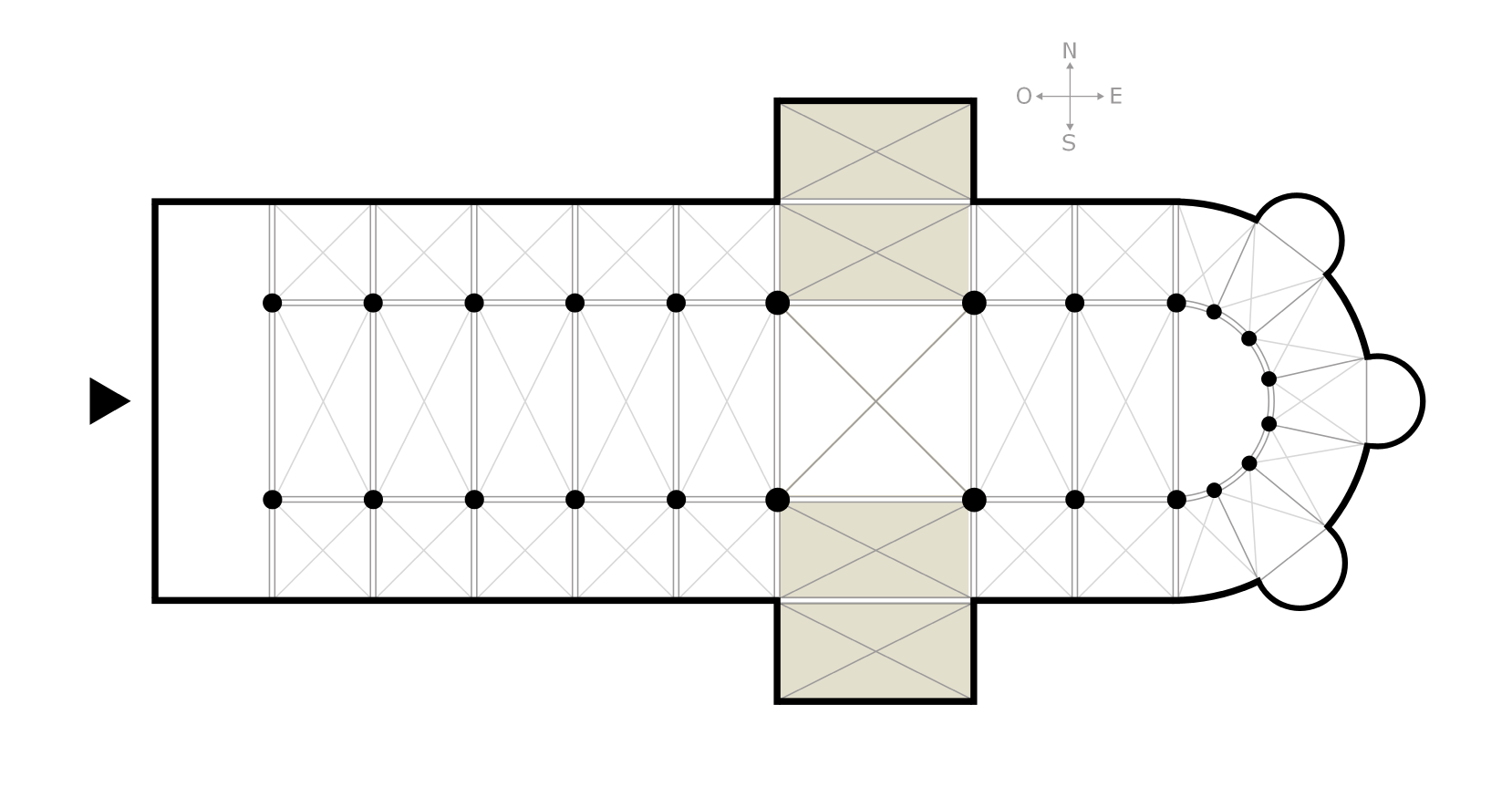
バシリカ教会堂は、西（図の左側）の入り口から入ると中央に長方形の身廊（Nave）があり、その両壁際に側廊（Aisles）があり、両壁の上部には採光・通気用の高窓（Clerestory）を置くのは以前の建築と変わらないが、しばらく行くと両側に袖廊（Transcept、灰色部分で小集会などに使う）が突き出ていて平面図がラテン十字に見えるようになっていて、その奥（東側）は内陣（Apse、至聖所）で司祭が「パンとぶどう酒」の儀式などを執り行なう場所で、聖歌隊なども置き、一番奥は半円形になっている。

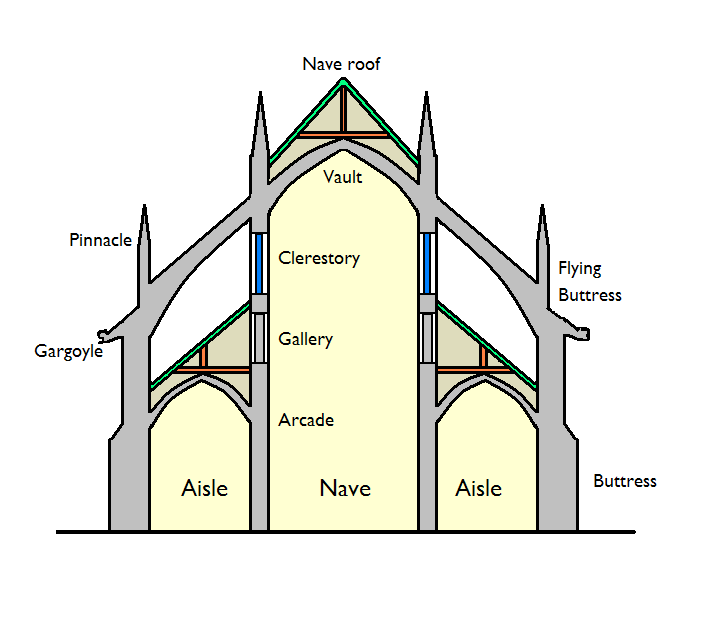
ゴチック建築の教会堂の断面図。初期のバシリカ教会からロマネスク建築を経て、より高度な建築になっている。

バシリカはギリシア語で「王の列柱廊」を意味するバシリケー（ギリシア語: βασιλική）に由来するとされるが、その正確な意味については議論がある。ローマ建築において、バシリカは裁判所や取引所に用いられた集会施設、またはそのような機能そのものを指す言葉として使われていたが、やがてローマ伝統の礼拝堂建築（および礼拝形式）ではなく、集団が一堂に集まる礼拝を必要とするキリスト教の教会堂の建築として取り入れられ、一定の平面形式を指す言葉となった。
バシリカは、長方形の平面を持ち、内部にクリアストーリ（採光用の高窓）と列柱のアーケードを持つ建築物で、古代ローマにおいて確立された特定の公共建築と、そこから派生したキリスト教の教会堂建築を指す。建物の短辺方向は、屋根を構成する横架材の強度、あるいは水平方向への応力によってその幅が決定するが、長辺方向については敷地と費用の許す限り、どこまでも連続させることができる。また、垂直方向についても、ゴシック建築に代表されるように壁面に控壁を設置することによって高層化させることが可能である。
バシリカの内部は単純な構成で、ある程度は多目的に使用することができ、実際に古代ローマでは、雨天の際のフォルムとして利用されているが、細分化された特定の儀礼、典礼に対応するには不都合が生じるため、ロマネスク建築では西構えや西正面、アプス、方形内陣、小礼拝堂などを組み合わせてその機能を補った。ゴシック建築やルネサンス建築でも、多少の違いはあるが、多くの教会堂の基本構成はバシリカである。

### 特権を付与された教会堂としてのバシリカ

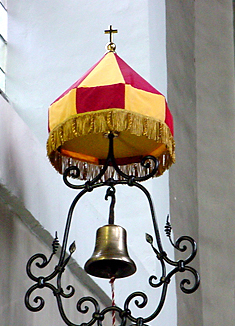
オンブレリーノとティンタナバラム（ベルギー・ヴィルヴォールデVilvoordeのバシリカで）

カトリック教会では伝統的に、ローマ教皇の発行する公式文書（教皇小書簡、小勅書などと呼ばれる）によって種々の特権を付与された教会堂をバシリカと呼称している。これらの特権は具体的には「一般の教会堂より上位の教会堂として扱われる権利」「オンブレリーノを備える権利」「ティンタナバラムを備える権利」「聖務日課において聖堂参事会員が大カッパ（cappa magna)を着用する権利」の四つである。
なお、ある教会堂がバシリカであると同時に司教座聖堂である例も珍しくない。教会堂としてのバシリカの中でも最も著名なのが、ローマにある、いわゆる「四大バシリカ」である。バシリカは世界中に数多く存在しており、2006年時点で1476のバシリカがある。大半はヨーロッパにあるが、南北アメリカにも200弱、アジアやオーストラリアにも若干のバシリカが存在している。

## 歴史

### ローマ建築のバシリカ
バシリカの語源がギリシア語であることから、この建築は古代ローマのなかでもギリシア語が話されていたイタリア半島南部、カンパーニア一帯で形成された可能性が非常に高い。その後ローマ帝国の西方属州の都市に建設され、悪天候の際に使われるもうひとつのフォルムとして、商売などの私的事業のほか、裁判所や集会所などの公的活動にも使用される、一種の多目的ホールとして機能した。バシリカはローマにおける最も重要な公共建築となり、西方属州にあっては、帝政初期にフォルムの一辺がバシリカで占有され、神殿などと完全に融合したバシリカ・フォルム・神殿複合体と呼ばれる公共空間が建設された。これは紀元前2世紀から紀元前1世紀にかけて、イタリア半島北部で形成され、都市計画のなかに組み込まれたものである。

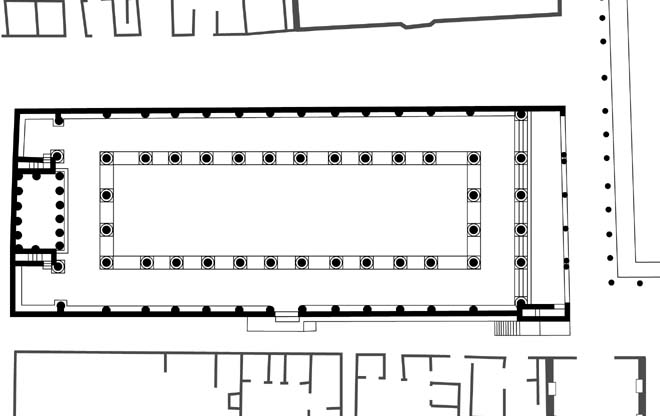
ポンペイのバシリカ
右側がフォルムへの出入口、左側がトリブナル

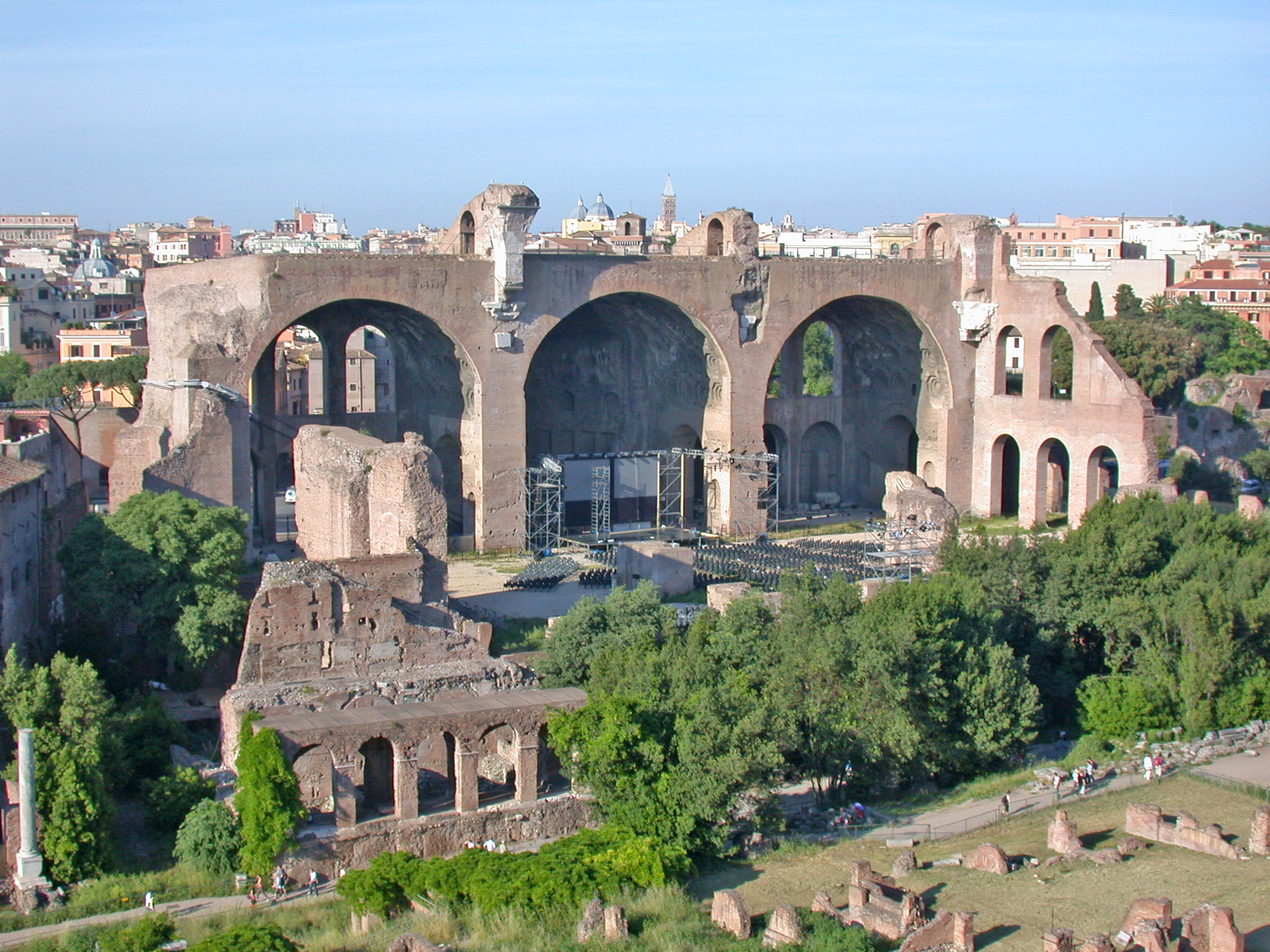
マクセンティウスのバシリカ

バシリカは、一般に木造天井で覆われたホールを持ち、内部に列柱廊を設け、短辺に裁判などの際に執政官が着席する高壇（トリブナル）が作られた。その反対側はフォルムに解放されていたが、巨大なものでは短辺の両側にトリブナルやアプスを設けたため、長辺側にフォルムへの複数の出入り口を備えるものもある。また、しばしば皇帝崇拝のための礼拝堂、公文書保管所、書記局などの付属室を備える。ただし、多くが長方形平面で身廊と側廊、入り口に対応するトリブナルなどを備えていたとは言え、正方形平面でほとんど単一の空間しかないものや、側廊を持たない平面のものもあった。
今日、その遺構を見ることのできる最も古いバシリカは、紀元前2世紀に建設されたポンペイのバシリカである。首都ローマのフォルム・ロマヌムに最初に建設されたバシリカ、バシリカ・アエミリアも紀元前184年から紀元前170年の間に建設されており、両者はほぼ同時期に建設されていると考えてよい。ただし、現在のバシリカ・アエミリアの遺構は、紀元前25年頃にバシリカ・センプロニア（以後バシリカ・ユリアと呼ばれる）とともにガイウス・ユリウス・カエサルによって再建されたものである。
バシリカ・ユリアは、政務官の職務として司法に重点が置かれるようになったため、裁判専用のバシリカとして割り当てられ、百人法院裁判官の法廷として民事裁判のみが行われた。今日残るバシリカ・ユリアの遺構はカエサルの時代のものではなく、12年にオクタウィアヌスによって再建されたものである。
このほか、現在でも目にすることのできるローマの重要なバシリカは以下の通りである。
バシリカ・ウルピア（113年完成）
トライヤヌスによって建設されたトライヤヌスのフォルムの付属建築物。北東と南西に半円形のアプスを持ち、長辺方向に数カ所の出入り口が設けられている。今日では一部の遺構しか目にできないが、プリニウスによってローマ最美の建築のひとつに挙げられ、属州においても広く模倣された。また、コンスタンティヌス1世が、このバシリカをキリスト教の聖堂のモデルとしたことは確実と目されており、コンスタンティヌス2世もローマを訪問した際に、この建築物に特に驚嘆した記録が残っている。重要なバシリカである。
レプティス・マグナのバシリカ（193年〜218年頃に完成）
セプティミウス・セウェルスによって建設されたフォルム・バシリカ・神殿複合体の一部を成す。床面から天井面までが30m近くある巨大なバシリカで、バシリカ・ウルピアとほぼ同じ平面を持ち、現在でも内部空間を想像できるほどの状態で残っている。使用されている大理石はマルマラ海のプロコネソス島で産出・加工されたもので、施工も東方で訓練された工人集団によって行われたらしい。
マクセンティウスのバシリカ（302年〜325年頃に完成）
マクセンティウスによって起工され、コンスタンティヌス1世によって完成したバシリカ。従来のバシリカとは違い、身廊と側廊を隔てる列柱が排除され、皇帝浴場から着想したと思われるコンクリート・ヴォールトの形態をより強調した造りになっている。現在では平面のうち北側の側廊にあたる部分のみが残る。キリスト教化以前に建設された最後の大バシリカである。

### 初期キリスト教建築のバシリカ
建築において、初期キリスト教建築と呼ばれるものは、おおよそ4世紀から7世紀までの間に建設された宗教建築を指す。コンスタンティヌス1世のミラノ勅令によってキリスト教が公認され、帝国の特恵宗教となると、キリスト教徒は各地に礼拝用建築物を盛んに建立するようになった。キリスト教徒の礼拝建築の雛形として最も多く採用・応用されたものが、ローマ建築のバシリカであったが、これがいつごろから行われていたかについては明確でない。伝承では、サン・ジョバンニ・イン・ラテラノ大聖堂が312年に建設されたとされるが、史実的な裏付けはない。ただし、4 世紀の歴史家エウセビオスの記述によると、314年から317年の間に建設されたティルスの教会堂が、確実に初期キリスト教建築のバシリカであり、シリアやパレスティナでは4世紀初期に、すでにいくつかのバシリカ式の教会堂が建設されていたようである。このため、ディオクレティアヌスによる大迫害が行われる303年よりも前に、キリスト教徒の典礼用建築としてバシリカが採用されていたと考えられている。古代の教会には既存のバシリカを転用したものも知られている。当時のキリスト教徒がバシリカ型建築をなぜ採用したのか、その経緯については様々な議論があるが、おおむね以下のような理由が挙げられている。
- キリスト教は多人数が参加する集会的なものであったうえに、典礼に対してもよく合致したために採用された。
- どこにでもある材料で大量生産が可能な上に、内部の仕上げ材によって品のある建物にすることができるために採用された。
- 異教の神殿建造物の建築形態を採用しないため、宗教的な色合いのないバシリカを採用した、という説が根強くあるが、シラクーサの大聖堂など、ギリシア神殿を教会堂に作り変えた事例もあり、これは当てはまらない。

ただし、キリスト教徒はローマ建築のバシリカをそのまま採用したわけではなく、一定の方向への強い指向性をもって建設した。中央に大広間に相当する身廊（ネイブ）を取り、左右に側廊（アイル）を設ける点はローマ建築の典型的なバシリカと変わらないが、教会堂はおおむね東西に長く、身廊東端部はアプスを設けて至聖所とし、反対側に出入り口が設けられた。身廊のみで構成されるものを単廊式バシリカ、身廊の両側に側廊があるものを3廊式バシリカ、側廊がさらにその外側に付加されたものを5廊式バシリカと呼ぶ。身廊・側廊の間に続く列柱は、祭壇に向かって視線を集中させる効果もあったが、バシリカはしばしば非常に巨大な建築物となることもあり、奥行きの深い建物では司祭は大声で説教を行わざるをえず、平均2〜3時間も語り続けることは大変だったと思われる。
あまりにも多くの教会堂がこの形式で建設されたため、単調で画一的な建築のように見えるが、大きさは様々で、トランセプト（袖廊）を構成するなどの変種もある。地域的には、東の首都の周辺部では側廊が2階建てになっていることが多く、シリアはイタリア半島と同じく木造の平天井を架けるが、構造は切石による組積造である。アナトリア半島とアルメニアでは、ヴォールトを架けたバシリカが多く建設されている。初期キリスト教の代表的なバシリカとしては、次のようなものがある（初期キリスト教建築におけるバシリカの導入については、ビザンティン建築の項も参照）。

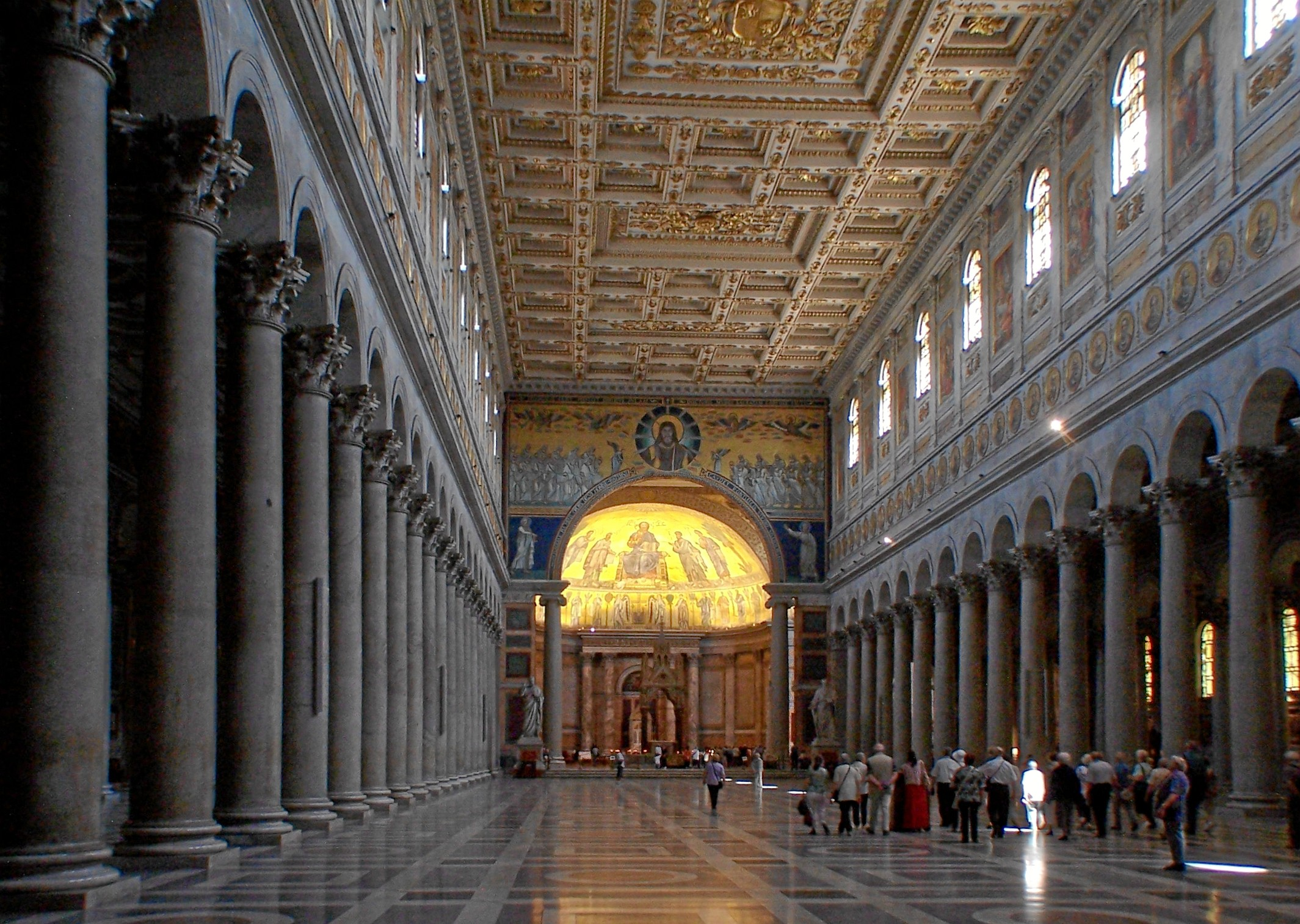
サンパオロ・フオーリ・レ・ムーラ大聖堂内部

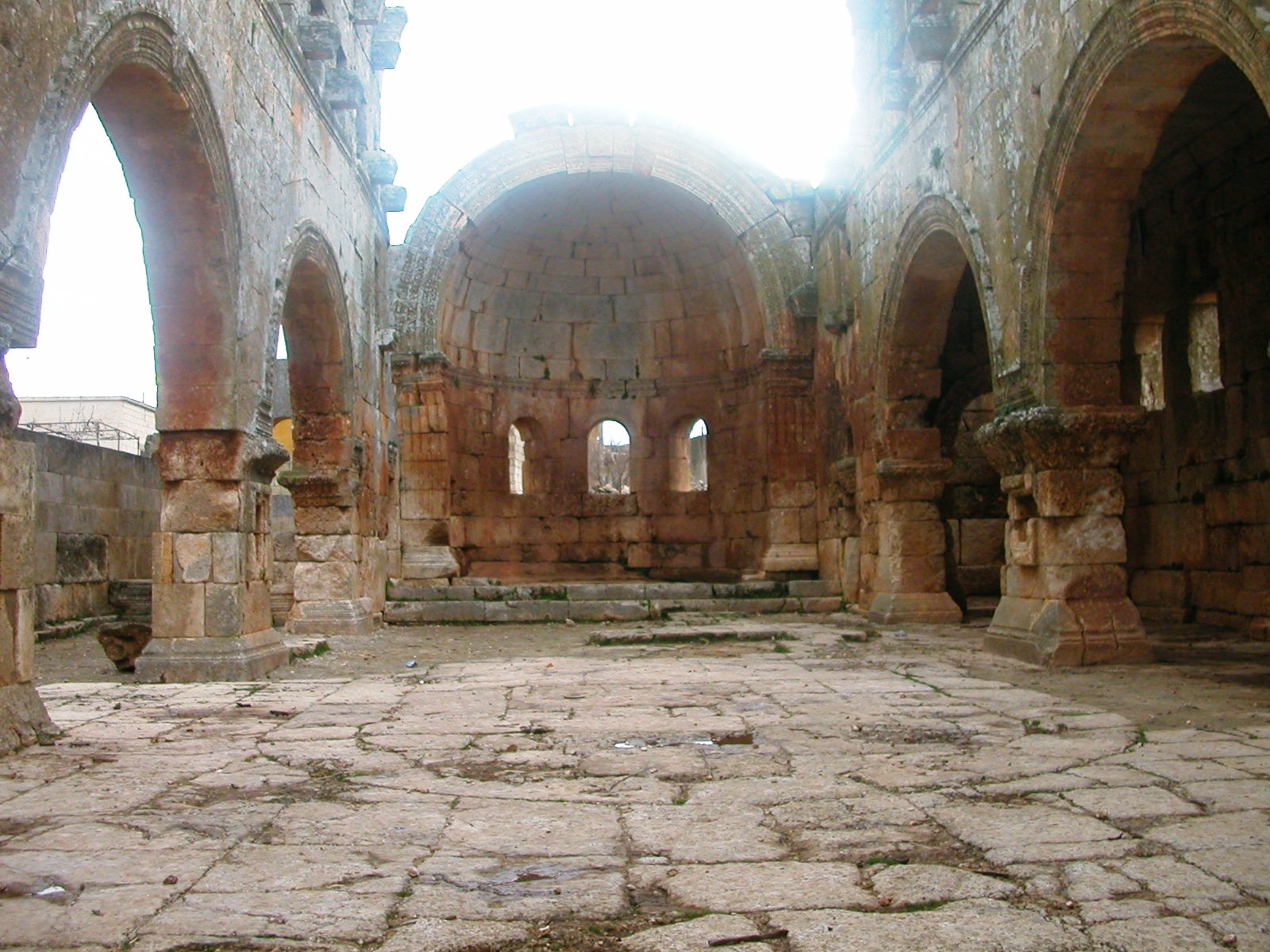
カルブロゼのバシリカ

旧サン・ピエトロ大聖堂（ローマ　320年代建築開始）
現在の大聖堂はルネサンス・バロック時代に再建されたもので、伝統的なバシリカの平面ではなく、プレ・ロマネスク期に見られる単廊式教会堂に近い構成になっている。それ以前の旧聖堂は、身廊を二重の側廊が取りまく5廊式バシリカであったが、ローマ総主教の司教座大聖堂ではなく、聖ペテロの墓とされるものを参拝するための記念礼拝堂であったので、通常は東に設けられるはずのアプスが西側に設置され、教会堂としては東西逆の構成になっている。
アヒロピイトス聖堂（テッサロニキ　5世紀）
コンスタンティノポリス近郊で多く建設された、側廊が2階建てになったバシリカ。2階建て側廊の意味はあまり明確ではないが、男性と女性の参列者を分離するため、あるいは一般信徒と貴族らを分けるための措置と考えられる。現在は、高窓のあった部分やモザイクなどの内部装飾は失われているので、やや空虚な空間となっている。ラヴェンナに残る聖堂と比較すると、バシリカの空間の象徴性は、内部装飾に依存することが分かる。
サンタポリナーレ・イン・クラッセ聖堂（ラヴェンナ　534年頃起工）
ラヴェンナにある、現存する美しいバシリカのひとつ。内部装飾はアプスのもの以外は失われているが、空間の構成はほとんど創建当時のままである。列柱によってスクリーンのようにゆるやかに分節された身廊と側廊、身廊の上部に並ぶ高窓、木組みの天井など、典型的なバシリカの特徴をよく備える。創建当時、アプスだけでなく、身廊の内壁も同じくラヴェンナに残るサンタポリナーレ・ヌオヴォ聖堂のようにモザイクで装飾されていた。
カルブロゼのバシリカ（5世紀　カルブロゼ）
初期キリスト教建築のなかでも、ビザンティン建築の伝統とは異なるシリア特有の形式を持つバシリカ。身廊と側廊を分離させないように、アーチを大きく架けるため、列柱は円柱ではなく角柱で構成される。従って、内部はロマネスクの時代にヨーロッパに出現した広間式教会堂に近い。また、入り口にロッジアを備え、その両脇に双塔を造る構成も、当時のシリア建築特有のものである。塔の意味については分かっていないが、鐘楼のようなはたらきをしたものと考えられる。
このように、古代のキリスト教徒たちは教会堂建築としてバシリカを好んだが、礼拝堂・洗礼堂、そして大聖堂も、円形平面・多角形平面を持った構成で建設されることが珍しくなかった。これらは、バシリカ（または長堂式）教会堂に対して集中式教会堂と呼ばれる。キリスト教建築の集中式教会堂の起原ははっきりしていないが、王宮謁見室にその起原があるとする説がある。現在では、建設者がバシリカと集中式をどのように使い分けていたのかは推論するよりほかない。

### 西ヨーロッパにおける教会堂の発展
西ヨーロッパに関しては、西ローマ帝国滅亡後から11世紀までの西ヨーロッパにおけるバシリカの発展については、発掘と文献のみでしか知ることができない。おそらく多くの教会堂はバシリカであったと思われるが、イタリア半島とイベリア半島北部のアストゥリアス以外で9世紀以前に遡る教会堂は現存せず、遺構も基礎部分のみがわかる程度にすぎない。
中世以後も、初期キリスト教建築に連なるバシリカは建設され続けたが、内部の構成に関しては、その印象は初期キリスト教建築のものとは本質的に異なるものとなっている。ロマネスク建築の始まりの時代には、身廊と側廊を分離する列柱は角柱に置き換えられるか、あるいはかなり太い円柱になったため、身廊と側廊は完全に分離したかたちとなり、身廊は長方形の箱形空間となった。また、平面的であった身廊壁面には付柱が取り付けられるなどして意匠的に分節され、加えて、しばしば側廊下の2階に階上席が設けられたため、身廊に向かって開かれたギャラリー、トリフォリウムなどが設置された。この結果、時代が下るにつれて壁面の面積は縮小し（つまり開口部が拡大し）、盛期ロマネスクの時代には建物全体が骨組のような構成を持つ教会堂が現れるようになった。
平面は、旧サン・ピエトロ大聖堂のように身廊とアプスの間に設けられた内陣部に袖廊（トランセプト）が構成され、ラテン十字型の平面を採用するものが多かった。初期ロマネスクの段階では、バシリカを基本単位として、西構えから発達した西正面部分と東側の内陣が足し合わされたような平面を持っていたが、790年から799年の間に建設されたザンクト・リキエ聖堂の版画や記録、820年に作成されたザンクト・ガレン修道院の設計図、そしてケルン大聖堂の発掘などによって、8世紀にはすでにこの形式が採用されていたことが知られている。末期ロマネスクおよびゴシック建築の時代になると、ブロックごとに独立していた空間が統合され、内部空間は再び統一されるようになった。
8世紀から15世紀までの西ヨーロッパのバシリカの発展については、ロマネスク建築およびゴシック建築も参照。

### 東方教会・正教会の教会堂

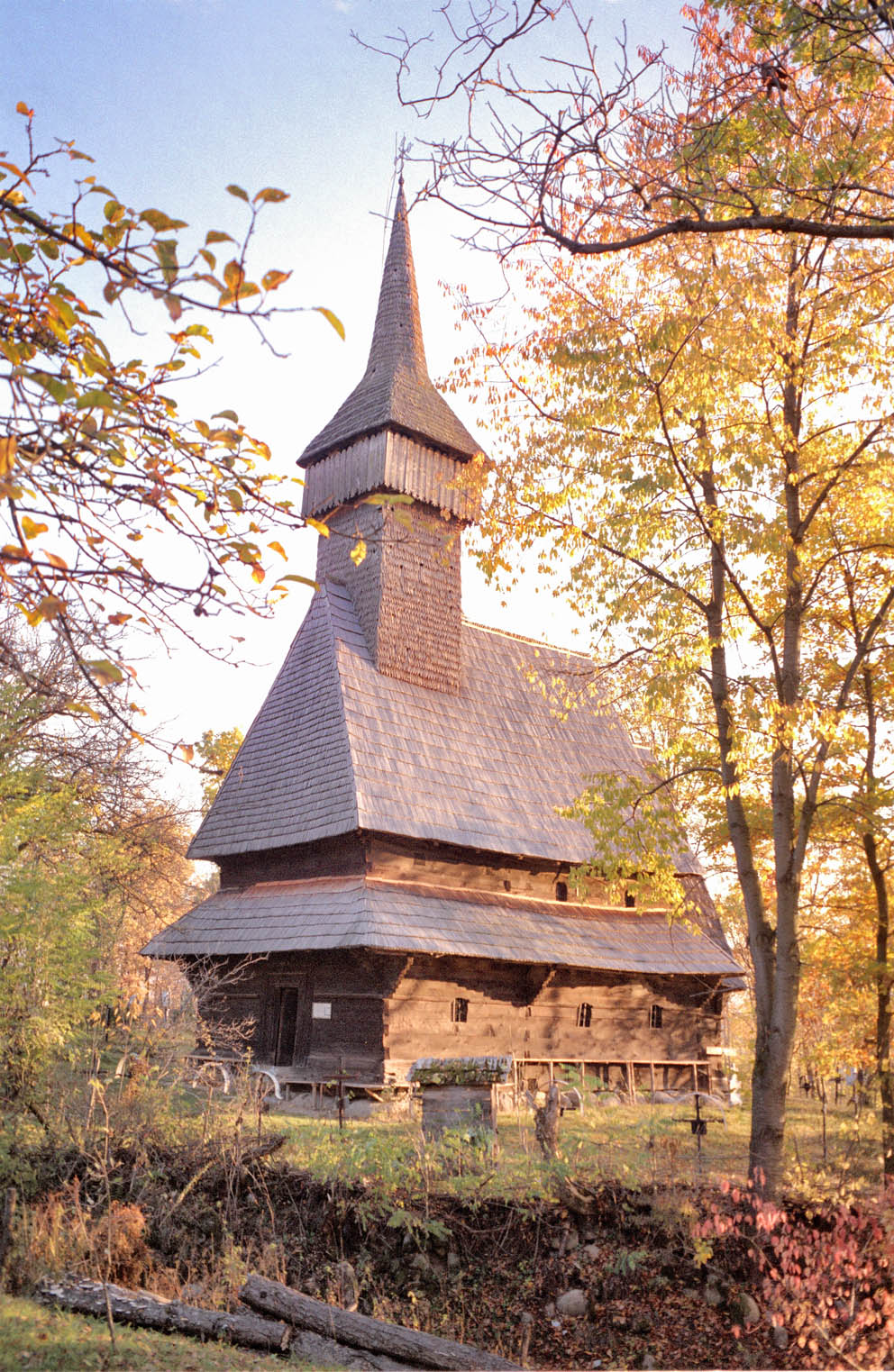
ルーマニアにある古式教会堂

東方教会、特に正教会では形式的に古式の教会堂をバシリカとも呼ぶ傾向にある。
ロマンス語に属するルーマニア語では、「Biserică」は教会堂またはキリスト教教会を意味する。